# 失蹤現場
《失踪现场》（英語：Without a Trace）是一齣背景在紐約市的美國電視劇。故事內容是關於聯邦調查局的失蹤人口部門，每一集的劇情多為描述找尋、調查一個失蹤人口的過程。
跟現實生活中的許多失蹤案件不一樣，在每一集結束時通常可以找到打算找的人。然而，就跟一些現實生活中的案件一樣，有時候小組成員無法及時找到他們以給予適當幫助。除了案件之外，影集也描述了小組成員私人生活，包括戀愛、離婚以及對案件的個人感受等等。
2009年5月19日正式公佈了本劇的第八季將不會回歸並且本劇集已被取消。

## 影集歷史
此劇集最初是哥倫比亞廣播公司（CBS）在2002年的秋季上檔的電視劇。原創人是漢克·史坦伯格（Hank Steinberg），製作人是傑瑞·布洛克海默（Jerry Bruckheimer）。此劇也是第一個收視率打敗全國廣播公司（NBC）常勝軍《急診室的春天》（ER）的電視劇。
另一件跟其他犯罪類型的電視劇不一樣的地方在於——每一集結束的時候大多會播放現實生活失蹤人口的資訊。不過並不是每一集都這樣，舉例來說，某一集失蹤的人試圖要自殺，那一集的結尾就改播自殺求助專線的廣告。在其他國家播映的時候就不見得會有這種公益贊助行為了。（不過在澳洲第九電視網（Nine Network）播映的時候，它會在每一集開始前播放失蹤人口資訊。）
2003年，透納電視網（TNT）以每集140萬美元的價格買下了影集重播權。
《失蹤現場》目前在美國是在美東時間每星期四晚上十點於哥倫比亞廣播公司播映。2006年9月開始，第五季的播放時間將改為在美東時間每星期日晚上十點播映。

## 主要角色
| 演員                                          | 角色                               | 粵語配音 (TVB)            | 季度 | 季度 | 季度 | 季度 | 季度 | 季度 | 季度 | 演出 集數 |
| 演員                                          | 角色                               | 粵語配音 (TVB)            | 1    | 2    | 3    | 4    | 5    | 6    | 7    | 演出 集數 |
| --------------------------------------------- | ---------------------------------- | ------------------------- | ---- | ---- | ---- | ---- | ---- | ---- | ---- | --------- |
| 安東尼·拉帕里亞 Anthony LaPaglia              | 馬傑克 John Michael "Jack" Malone  | 張炳強                    | 主演 | 主演 | 主演 | 主演 | 主演 | 主演 | 主演 | 160       |
| 派琵·蒙格瑪麗 Poppy Montgomery                | 施小敏 Samantha "Sam" Spade        | 陳凱婷                    | 主演 | 主演 | 主演 | 主演 | 主演 | 主演 | 主演 | 160       |
| 瑪麗安·吉恩·巴普迪斯特 Marianne Jean-Baptiste | 莊慧雲 Vivian "Viv" Johnson        | 袁淑珍                    | 主演 | 主演 | 主演 | 主演 | 主演 | 主演 | 主演 | 159       |
| 恩里克·莫西亞諾 Enrique Murciano              | 戴丹尼 Danny Taylor/ Danny Alverez | 馮錦堂                    | 主演 | 主演 | 主演 | 主演 | 主演 | 主演 | 主演 | 159       |
| 埃瑞克·克羅斯 Eric Close                      | 范馬田 Martin Fitzgerald           | 林保全                    | 主演 | 主演 | 主演 | 主演 | 主演 | 主演 | 主演 | 160       |
| 羅塞莉·桑切斯 Roselyn Sánchez                 | 狄依蓮 Elena Delgado               | 朱妙蘭(S.4) 陸惠玲(S.4-7) |      |      |      | 主演 | 主演 | 主演 | 主演 | 87        |

- 安東尼·拉帕里亞（Anthony LaPaglia），飾演約翰·麥可（傑克）·馬龍 (港譯: 馬杰克)（John Michael 'Jack' Malone）探員，部門主管
- 埃瑞克·克羅斯（Eric Close），飾演馬丁·費茲羅傑 (港譯: 范馬田)（Martin Fitzgerald）探員
- 瑪莉安娜·珍白布提斯（Marianne Jean-Baptiste），飾演薇薇安·強森 (港譯: 莊慧雲)（Vivian Johnson）探員
- 派琵·蒙哥瑪莉（Poppy Montgomery），飾演莎曼珊（珊）·史蓓 (港譯: 施小敏)（Samantha "Sam" Spade）探員
- 恩里克·莫西亞諾（Enrique Murciano），飾演丹尼·泰勒 (港譯: 戴丹尼)（Danny Taylor）探員，原名丹尼·阿佛瑞茲（Danny Alverez）
- 羅塞莉·桑切斯（Roselyn Sanchez），飾演(港譯: 狄依蓮)（Elena Delgado）探員

## 各地播映情形
- 美國：哥倫比亞廣播公司，透納電視網（重播）。
- 澳洲：第九電視網。
- 西班牙：Antena 3（新一季），AXN（重播）。
- 香港：無綫電視明珠台。
- 台灣：公共電視台。
- 加拿大: Bravo
- 马来西亚: Ntv7

## 收視率
| 季度 | 播放時間       | 首播          | 結束          | 年度      | 排名 | 觀眾 (百萬) |
| ---- | -------------- | ------------- | ------------- | --------- | ---- | ----------- |
| 1    | 星期二下年10時 | 2002年9月16日 | 2003年3月15日 | 2002–2003 | #15  | 15.09       |
| 2    | 星期二下年10時 | 2003年9月25日 | 2004年5月20日 | 2003–2004 | #11  | 16.74       |
| 3    | 星期二下年10時 | 2004年9月23日 | 2005年5月19日 | 2004–2005 | #8   | 18.68       |
| 4    | 星期二下年10時 | 2005年9月29日 | 2006年5月18日 | 2005–2006 | #7   | 18.54       |
| 5    | 星期日下年10時 | 2006年9月24日 | 2007年5月10日 | 2006–2007 | #16  | 14.70       |
| 6    | 星期四下年10時 | 2007年9月27日 | 2008年5月15日 | 2007–2008 | #20  | 13.10       |
| 7    | 星期二下年10時 | 2008年9月23日 | 2009年5月19日 | 2008–2009 | #18  | 12.97       |

## 外部連結
1. ↑  .   [2009-08-14]. （原始内容存档于2007-05-28）.
2. ↑   (PDF). ABC Medianet. 2008-05-28  [2008-06-02]. （原始内容 (PDF)存档于2008-06-24）.
3. ↑  .   [2012-05-11]. （原始内容存档于2009-06-23）.

- 官網（页面存档备份，存于）
- 重播資訊
- 互联网电影数据库（IMDb）上《失蹤現場》的资料（英文）

香港無線明珠台的資訊
（页面存档备份，存于）
（页面存档备份，存于）
（页面存档备份，存于）

（页面存档备份，存于）
（页面存档备份，存于）
（页面存档备份，存于）